# Tournoi préliminaire au trophée européen FIRA de rugby à XV 1995-1997
Le Tournoi préliminaire au trophée européen FIRA de rugby à XV 1995-1997 est une phase préliminaire qualificative pour le Trophée européen FIRA de rugby à XV 1995-1997. Il est organisé du 15 octobre 1994 au 14 mai 1995 pour sélectionner les sept autres équipes qui accompagnent la France, l'Italie et la Roumanie dans la division A. Ce tournoi préliminaire est composé de deux divisions. Seules les équipes de la première division sont candidates à l'accès à la première division du Trophée européen. Cette division comprend dix équipes réparties en deux groupes. Les trois premiers de chaque groupe sont qualifiés ainsi que le vainqueur du match de barrage entre les deux quatrièmes. Les équipes de Russie, de Belgique, de Pologne, de Tunisie, d'Espagne, du Maroc et du Portugal sont les équipes qualifiées.

## Équipes participantes
| Division A1 - Russie - Belgique - Pays-Bas - Pologne - Tunisie | Division A2 - Espagne - Maroc - Portugal - Allemagne - République tchèque |

| Division B1 - Danemark - Lettonie - Lituanie - Ukraine - Suède | Division B2 - Bulgarie - Hongrie - Moldavie - Géorgie | Division B3 - Luxembourg - Andorre - Slovénie - Croatie - Suisse |

## Division A1

### Classement
| Rang | Pays     | J | V | N | D | Pm | Pe | Diff | Pts |
| ---- | -------- | - | - | - | - | -- | -- | ---- | --- |
| 1    | Russie   | 4 | 4 | 0 | 0 | 0  | 0  | 0    | 12  |
| 2    | Pologne  | 4 | 2 | 0 | 2 | 0  | 0  | 0    | 8   |
| 3    | Tunisie  | 4 | 2 | 0 | 2 | 0  | 0  | 0    | 8   |
| 4    | Belgique | 4 | 1 | 0 | 3 | 0  | 0  | 0    | 6   |
| 5    | Pays-Bas | 4 | 1 | 0 | 3 | 0  | 0  | 0    | 6   |

|  | Qualifié en division A pour le trophée européen 1995-1997 |
|  | Barrage face au 4e du groupe A2 (no 4).                   |

### Matchs joués
| 15 octobre 1994 | Pologne | 50 – 13 | Belgique | Siedlce |
| 15 octobre 1994 |         |         |          | Siedlce |
| 15 octobre 1994 |         |         |          | Siedlce |

| 22 octobre 1994 | Russie | 29 – 6 | Pays-Bas | Moscou |
| 22 octobre 1994 |        |        |          | Moscou |
| 22 octobre 1994 |        |        |          | Moscou |

| 12 novembre 1994 | Belgique | 10 – 0 | Pays-Bas | Bruxelles |
| 12 novembre 1994 |          |        |          | Bruxelles |
| 12 novembre 1994 |          |        |          | Bruxelles |

| 20 novembre 1994 | Tunisie | 15 – 9 | Pologne | Tunis |
| 20 novembre 1994 |         |        |         | Tunis |
| 20 novembre 1994 |         |        |         | Tunis |

| 22 mars 1995 | Belgique | 6 - 10 | Tunisie | Bruxelles |
| 22 mars 1995 |          |        |         | Bruxelles |
| 22 mars 1995 |          |        |         | Bruxelles |

| 26 mars 1995 | Pays-Bas | 23 – 18 | Tunisie | Amsterdam |
| 26 mars 1995 |          |         |         | Amsterdam |
| 26 mars 1995 |          |         |         | Amsterdam |

| 1er avril 1995 | Tunisie | 16 – 27 | Russie | ? |
| 1er avril 1995 |         |         |        | ? |
| 1er avril 1995 |         |         |        | ? |

| 23 avril 1995 | Pays-Bas | 15 - 31 | Pologne | Amsterdam |
| 23 avril 1995 |          |         |         | Amsterdam |
| 23 avril 1995 |          |         |         | Amsterdam |

| 6 mai 1995 | Russie | 32 - 15 | Belgique | Moscou |
| 6 mai 1995 |        |         |          | Moscou |
| 6 mai 1995 |        |         |          | Moscou |

| mai 1995 | Pologne | 15 - 18 | Russie | Sopot |
| mai 1995 |         |         |        | Sopot |
| mai 1995 |         |         |        | Sopot |

## Division A2

### Classement
| Rang | Pays               | J | V | N | D | Pm | Pe | Diff | Pts |
| ---- | ------------------ | - | - | - | - | -- | -- | ---- | --- |
| 1    | Espagne            | 4 | 4 | 0 | 0 | 0  | 0  | 0    | 12  |
| 2    | Portugal           | 4 | 3 | 0 | 1 | 0  | 0  | 0    | 10  |
| 3    | Maroc              | 4 | 2 | 0 | 2 | 0  | 0  | 0    | 8   |
| 4    | République tchèque | 4 | 1 | 0 | 3 | 0  | 0  | 0    | 6   |
| 5    | Allemagne          | 4 | 0 | 0 | 4 | 0  | 0  | 0    | 4   |

|  | Qualifié en division A pour le trophée européen 1995-1997 |
|  | Barrage face au 4e du groupe A1 (no 4).                   |

### Matchs joués
| 13 novembre 1994 | Allemagne | 10 - 29 | Espagne | Hanovre |
| 13 novembre 1994 |           |         |         | Hanovre |
| 13 novembre 1994 |           |         |         | Hanovre |

| 23 octobre 1994 | République tchèque | 12 – 5 | Allemagne | Říčany |
| 23 octobre 1994 |                    |        |           | Říčany |
| 23 octobre 1994 |                    |        |           | Říčany |

| 18 mars 1995 | Portugal | 26 – 16 | Maroc | Lisbonne |
| 18 mars 1995 |          |         |       | Lisbonne |
| 18 mars 1995 |          |         |       | Lisbonne |

| 26 mars 1995 | Espagne | 44 – 3 | Maroc | El Puerto de Santa Maria |
| 26 mars 1995 |         |        |       | El Puerto de Santa Maria |
| 26 mars 1995 |         |        |       | El Puerto de Santa Maria |

| 2 avril 1995 | Espagne | 90 - 8 | République tchèque | Madrid |
| 2 avril 1995 |         |        |                    | Madrid |
| 2 avril 1995 |         |        |                    | Madrid |

| 8 avril 1995 | Maroc | 19 – 13 | République tchèque | Casablanca |
| 8 avril 1995 |       |         |                    | Casablanca |
| 8 avril 1995 |       |         |                    | Casablanca |

| 22 avril 1995 | Portugal | 15 – 50 | Espagne | Lisbonne |
| 22 avril 1995 |          |         |         | Lisbonne |
| 22 avril 1995 |          |         |         | Lisbonne |

| 29 avril 1995 | République tchèque | 18 - 19 | Portugal | Prague |
| 29 avril 1995 |                    |         |          | Prague |
| 29 avril 1995 |                    |         |          | Prague |

| 6 mai 1995 | Maroc | 21 - 6 | Allemagne | Oujda |
| 6 mai 1995 |       |        |           | Oujda |
| 6 mai 1995 |       |        |           | Oujda |

| 14 mai 1995 | Allemagne | 16 - 26 | Portugal | Heidelberg |
| 14 mai 1995 |           |         |          | Heidelberg |
| 14 mai 1995 |           |         |          | Heidelberg |

## Barrage
| 27 mai 1995 | Belgique | 32 – 13 | République tchèque | Bruxelles |
| 27 mai 1995 |          |         |                    | Bruxelles |
| 27 mai 1995 |          |         |                    | Bruxelles |

## Division B1

### Classement
| Rang | Pays     | J | V | N | D | Pm | Pe | Diff | Pts |
| ---- | -------- | - | - | - | - | -- | -- | ---- | --- |
| 1    | Lettonie | 3 | 2 | 0 | 1 | 67 | 53 | +14  | 7   |
| 2    | Danemark | 2 | 2 | 0 | 0 | 39 | 25 | +14  | 6   |
| 3    | Ukraine  | 3 | 1 | 0 | 2 | 53 | 32 | +21  | 5   |
| 4    | Lituanie | 2 | 0 | 0 | 2 | 10 | 59 | -49  | 2   |

|  | Promu en division B 1 (no 1). |

### Matchs joués
Certains résultats ne sont pas disponibles.
| 9 avril 1994 | Lettonie | 28 – 10 | Lituanie | Kaunas |
| 9 avril 1994 |          |         |          | Kaunas |
| 9 avril 1994 |          |         |          | Kaunas |

| 5 novembre 1994 | Danemark | 27 – 19 | Lettonie | Copenhague |
| 5 novembre 1994 |          |         |          | Copenhague |
| 5 novembre 1994 |          |         |          | Copenhague |

| 27 novembre 1994 | Danemark | 12 – 6 | Ukraine | Aalborg |
| 27 novembre 1994 |          |        |         | Aalborg |
| 27 novembre 1994 |          |        |         | Aalborg |

| 4 juin 1995 | Lettonie | 20 – 16 | Ukraine | Riga |
| 4 juin 1995 |          |         |         | Riga |
| 4 juin 1995 |          |         |         | Riga |

| 1er janvier 1995 | Ukraine | 31 - 0 | Lituanie |  |
| 1er janvier 1995 |         |        |          |  |
| 1er janvier 1995 |         |        |          |  |

| 1995 | Lituanie | Non disputé | Danemark |  |
| 1995 |          |             |          |  |
| 1995 |          |             |          |  |

## Division B2

### Tableau
|  | Demi-finales            | Demi-finales            |                        |    | Finale                  | Finale                  |
|  | Demi-finales            | Demi-finales            |                        |    | Finale                  | Finale                  |
|  |                         |                         |                        |    |                         |                         |
|  | le 23 mars 1995 à Sofia | le 23 mars 1995 à Sofia |                        |    | le 25 mars 1995 à Sofia | le 25 mars 1995 à Sofia |
|  | le 23 mars 1995 à Sofia | le 23 mars 1995 à Sofia |                        |    | le 25 mars 1995 à Sofia | le 25 mars 1995 à Sofia |
|  | Hongrie                 | 14                      |                        |    | le 25 mars 1995 à Sofia | le 25 mars 1995 à Sofia |
|  | Hongrie                 | 14                      |                        |    | le 25 mars 1995 à Sofia | le 25 mars 1995 à Sofia |
|  | Moldavie                | 17                      |                        |    | le 25 mars 1995 à Sofia | le 25 mars 1995 à Sofia |
|  | Moldavie                | 17                      | Géorgie                | 47 |                         |                         |
|  | le 23 mars 1995 à Sofia |                         | Géorgie                | 47 |                         |                         |
|  |                         | Moldavie                | 5                      |    |                         |                         |
|  | Géorgie                 | Moldavie                | 5                      | 70 |                         |                         |
|  | Géorgie                 |                         |                        | 70 |                         |                         |
|  | Bulgarie                | 8                       |                        |    |                         |                         |
|  | Bulgarie                | 8                       | Match pour la 3e place |    |                         |                         |
|  |                         |                         |                        |    |                         |                         |
|  | le 25 mars 1995 à Sofia |                         |                        |    |                         |                         |
|  |                         |                         |                        |    |                         |                         |
|  | Bulgarie                | 8                       |                        |    |                         |                         |
|  | Bulgarie                | 8                       |                        |    |                         |                         |
|  | Hongrie                 | 0                       |                        |    |                         |                         |
|  | Hongrie                 | 0                       |                        |    |                         |                         |

### Demi-finales
| 23 mars 1995 | Géorgie | 70 - 8 | Bulgarie | Sofia |
| 23 mars 1995 |         |        |          | Sofia |
| 23 mars 1995 |         |        |          | Sofia |

| 23 mars 1995 | Moldavie | 17 - 14 | Hongrie | Sofia |
| 23 mars 1995 |          |         |         | Sofia |
| 23 mars 1995 |          |         |         | Sofia |

### Finale
| 25 mars 1995 | Géorgie | 47 - 5 | Moldavie | Sofia |
| 25 mars 1995 |         |        |          | Sofia |
| 25 mars 1995 |         |        |          | Sofia |

## Division B3

### Classement
| Rang | Pays       | J | V | N | D | Pm | Pe | Diff | Pts |
| ---- | ---------- | - | - | - | - | -- | -- | ---- | --- |
| 1    | Luxembourg | 4 | 2 | 1 | 1 | 61 | 57 | +4   | 9   |
| 2    | Andorre    | 4 | 2 | 1 | 1 | 52 | 57 | -5   | 9   |
| 3    | Croatie    | 4 | 2 | 0 | 2 | 56 | 48 | +8   | 8   |
| 4    | Slovénie   | 4 | 2 | 0 | 2 | 67 | 81 | -14  | 8   |
| 5    | Suisse     | 4 | 1 | 0 | 3 | 41 | 34 | +7   | 5   |

### Matchs joués
| 15 octobre 1994 | Luxembourg | 22 – 3 | Slovénie | Luxembourg |
| 15 octobre 1994 |            |        |          | Luxembourg |
| 15 octobre 1994 |            |        |          | Luxembourg |

| 30 octobre 1994 | Croatie | 11 – 3 | Suisse | Makarska |
| 30 octobre 1994 |         |        |        | Makarska |
| 30 octobre 1994 |         |        |        | Makarska |

| 2 novembre 1994 | Slovénie | 17 – 14 | Suisse | Ljubljana |
| 2 novembre 1994 |          |         |        | Ljubljana |
| 2 novembre 1994 |          |         |        | Ljubljana |

| 26 novembre 1994 | Andorre | 28 – 23 | Slovénie | Andorre-la-Vieille |
| 26 novembre 1994 |         |         |          | Andorre-la-Vieille |
| 26 novembre 1994 |         |         |          | Andorre-la-Vieille |

| 3 décembre 1994 | Croatie | 12 - 21 | Luxembourg | Split |
| 3 décembre 1994 |         |         |            | Split |
| 3 décembre 1994 |         |         |            | Split |

| 8 avril 1995 | Slovénie | 24 – 17 | Croatie | Ljubljana |
| 8 avril 1995 |          |         |         | Ljubljana |
| 8 avril 1995 |          |         |         | Ljubljana |

| 22 avril 1995 | Andorre | 0 - 16 | Croatie | Andorre-la-Vieille |
| 22 avril 1995 |         |        |         | Andorre-la-Vieille |
| 22 avril 1995 |         |        |         | Andorre-la-Vieille |

| 30 avril 1995 | Suisse | 24 – 0 | Luxembourg |  |
| 30 avril 1995 |        |        |            |  |
| 30 avril 1995 |        |        |            |  |

| 7 mai 1995 | Suisse | 0 – 6 | Andorre |  |
| 7 mai 1995 |        |       |         |  |
| 7 mai 1995 |        |       |         |  |

| 9 mai 1995 | Luxembourg | 18 – 18 | Andorre | Luxembourg |
| 9 mai 1995 |            |         |         | Luxembourg |
| 9 mai 1995 |            |         |         | Luxembourg |